# وادي الفضة
وادي الفضة إحدى بلديات ولاية الشلف الجزائرية.تقدر مساحة البلدية بـ: 75 كلم2. يبلغ عدد سكان بلدية وادي الفضة 50 000 نسمة حسب التعداد 2001/ 2002

## تسمية

### المقولة الأولى
وادي الفضة يعني وجود صخور من مادة الفضة، حيث كان يستعملها الأهالي للغسيل عليها في وسط الوادي، ولما جاء المستعمر الفرنسي تم نزع صخور الفضة.

### المقولة الثانية
الواد الفايض ما يعني أن مياه الواد كانت تفيض وتعمر جميع أراضي سهل الشلف.
- يوجد مقام الشيخ عمر، هذا المقام استقر فيه بوادي الفضة منذ حوالي ثمانية قرون، وهو ينحدر من سلالة الشيخ سيدي أحمد بن عبد الله (حاليا ما يعرف بالبساكرة بلدية أم الدروع).

## القرى والمداشر التابعة
مجمعات ثانوية منها:
- الزبابجة،
- السقاسيق
- الدحأمنية،
- أولاد بن عربية،
- حي البرتقال،
- كوان،
- الزمول
- برج الواد،
- المجامعية

## تاريخ

### قدوم الاستعمار
- في الفترة ما بين 1840 و1875 كان مجيء القوافل الأولى للمستعمر الفرنسي حيث بدأ هؤلاء المستعمرين (منهم الفرنسيين والأسبان والألمان) الاستقرار بالمكان المسمى «الجسر الأسود» (المخرج الشرقي لوادي الفضة) وبعدها كان مجيء قوافل أخرى وتم بعدها إنشاء فرع إداري.
- لقد قامت الفرنسية «مارغريت» بتفاوض مع عائلة «قدور» من واد سلي حيث تخلت السلطات الاستعمارية عن أرض مساحتها 100 000 هكتار لفائدة هذه العائلة (جنوب واد الشلف) بسعر رمزي ـ 1 فرنك فرنسي للهكتار ـ.
- وفي عام 1911 بدأت الأعمال الخاصة بالسكك الحديدية التي تطلب خلالها تحويل مجرى وادي الفضة إلى ما هو عليه حاليا، لأنه كان متفرعا إلى فرعين الأول بالاتجاه الحالي والثاني يمر بحي بلحمري، وكان يغمر السكة الحديدية الحالية بحيث أن فرعي الوادي كانا يلتقيان بالمكان المسمى «اليسرية».
- في عام 1933 ظهرت للوجود بلدية وادي الفضة وعلى رأسها المستعمر «كوفمان» حاكم المنطقة في نفس السنة شرع في بناء سد وادي الفضة قبل 1954.

أهم السياسيين الذين زاروا المنطقة: بن بلة، مصالي الحاج، فرحات عباس.

### أهم الأحداث بالمنطقة خلال الثورة التحريرية
- 1956: بداية العمل المسلح الفعلي.
- 1958: شهدت المنطقة زيارة الجنرال ديغول لمنطقة بني راشد ووادي الفضة.
- 8 سبتمبر 1960 معركة الزبابجة [4][5]

كما حدثت في المنطقة معارك مشهورة كمعركة تمولقة وبوسبسي إضافة إلى النشاط الفدائي بالمنطقة.

## الإدارة
|     | في فترة الإستعمار الفرنسي |             |    | فترة الإستقلال      |           |
| --- | ------------------------- | ----------- | -- | ------------------- | --------- |
| 01  | جوليان ليجار              |             | 01 | بلعيد آيت حمودة     | 1962-1967 |
| 02  | لوران جوبار               |             | 02 | أحمد كسول           | 1967-1971 |
| 03  | ألبان باتو                | 1900-1904   | 03 | محمد بوغسمار        | 1971-1975 |
| 04  | ألكسندر فريبورجي          | 1904 - 1908 | 04 | دحماني موسى بن يوسف | 1975-1984 |
| 05  | بيار نوري                 | 1908-1912   | 05 | أحمد كسول           | 1984-1989 |
| 06  | قابريال رونكورال          | 1919-1929   | 06 | محمد محجوب عرايبي   | 1990-1988 |
| 07  | إديدموند كوفمان           |             | 07 | عبد القادر مكايري   | 1990-2012 |
| 08  | لويس كوفمان               | 1938        | 08 | دلالي بن شركي       | 2002-2007 |
| 09  | نوري                      | 1943        | 09 | عبد الله كيدوان     | 2007-2012 |
| /// |                           |             | 10 | محمد طهراوي         | 2012-2017 |
| /// |                           |             |    |                     |           |

## الإقتصاد

### الفلاحة
إن قطاع الفلاحة يعتبر البارومتر الذي تقاس به كل التنمية، وبلدية وادي الفضة تطمح كمثيلاتها أن تكون الفلاحة هي القلب النابض حيث تمثل 86 بالمائة من المساحة الإجمالية للبلدية، بحيث أن المساحة الكلية للبلدية هي 7 503 هكتار من بينها 6 447 هكتار تابعة لقطاع الفلاحة كما تمثل المساحة المستعملة حوالي 5 003 هكتار من المساحة الفلاحية للبلدية بنسبة 78 بالمائة وتميزها المنتوجات التالية: القمح، الشعير، علف الحيوانات، البطاطا، الجزر، واللفت (وكل أنواع الخضر..) الأشجار، حوامض، زيتون..إلخ.
ودون إعفاء التربية الحيوانية وتربية النحل وناهيك أيضا قطاع الغابات المقدر بـ: 350 هكتار.

### آثار
في عام 2018 أكتشف موقع اثري يعود للحقبة الرومانية وبالضبط القرن3 م بدوار السقاسيق ومن المحتمل أن يكون الموقع ورشة لصناعة الفخار إذ أنقذ فريق بحث خاص جرتين كبيرتين وطاقم نقدي قام بعض المواطنين بالتبليغ عنه 

## المواصلات
- الطريق الوطني رقم 04
- الطريق السيار شرق غرب
- محطة قطار خط وهران -الجزائر
- الطريق الولائي رقم 123

## رياضة
لدى فريق وادي الفضة فريق كرة قدم orbof و كرة اليد النجم الرياضي الهاوي لوادي الفضة

## معرض صور

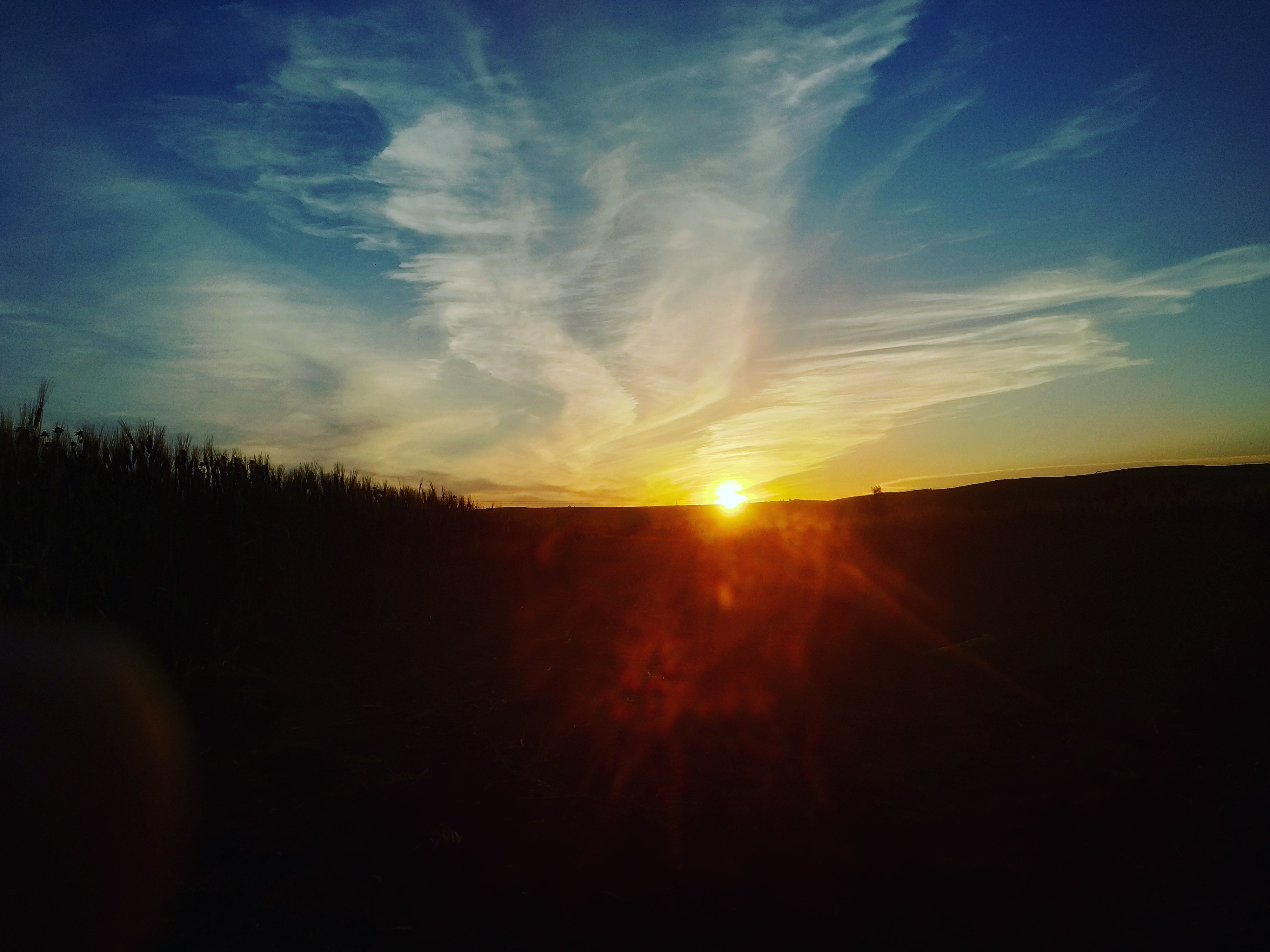
غروب الشمس بواد الفضة
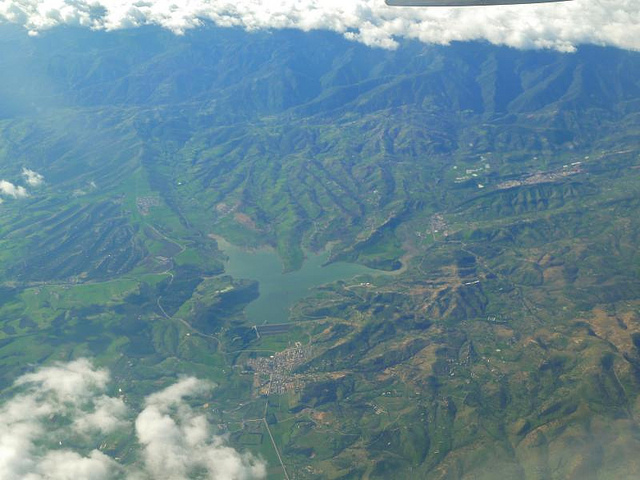
السد الكبير

## وصلات أخرى

### وصلات داخلية
- الزبابجة